# Municipio de San José Teacalco
El municipio de San José Teacalco es uno de los 60 municipios que conforman el estado de Tlaxcala en los Estados Unidos Mexicanos. Su cabecera es la localidad de San José Teacalco. El municipio fue de los últimos en fundarse en el estado de Tlaxcala a partir del decreto del 18 de agosto de 1995 del Congreso del Estado separándose del municipio de Tzompantepec.

## Ubicación
El municipio se encuentra ubicado al oriente del estado de Tlaxcala teniendo los siguientes límites municipales: Colinda al norte con el municipio de Tzompantepec; al sur y formando parte del bosque del volcán Malintzin, con los municipios de Chiautempan y San Francisco Tetlanohcan; al este con el municipio de Huamantla; y al Oeste con el municipio de Contla de Juan Cuamatzi.